# Wojna o niepodległość Gwinei Bissau
Wojna o niepodległość Gwinei Bissau – konflikt trwający od 1963 do 1974 w Gwinei Portugalskiej (epizodycznie na Wyspach Zielonego Przylądka), zakończony wyparciem Portugalczyków, oraz niepodległością Gwinei Bissau. Z wojskami portugalskimi starły się oddziały Afrykańskiej Partii Niepodległości Gwinei i Wysp Zielonego Przylądka (PAIGC).
Dążenia niepodległościowe w Gwinei Bissau zaczęły rosnąć wraz z brakiem liberalizacji polityki kolonialnej w stosunku do ludności tubylczej. Główną siłą oporu była założona w 1956 roku PAIGC, działająca pod przewodnictwem Amílcara Cabrala i Aristidesa Pereiry. Celem tej lewicowej partii było wyzwolenie Gwinei Portugalskiej i Wysp Zielonego Przylądka, a następnie ich zjednoczenie w jedno państwo. Początkowo działacze niepodległościowi próbowali rozmawiać z Portugalczykami, po tym, gdy dialog okazał się bezowocny, rozpoczęli oni przygotowania do powstania. W 1960 roku PAIGC przeniosło swoje struktury do Konakry w niepodległej już Gwinei. Tam działacze przeszli przeszkolenie ideologiczno-militarne. Pierwsze grupy PAIGC uderzyły na wojska kolonialne w 1962 roku.
W 1963 roku wybuchła otwarta wojna pomiędzy PAIGC a Portugalią. W 1965 roku ruch niepodległościowy utworzył własną armię – Rewolucyjne Siły Zbrojne Ludu. Portugalia, obawiając się utraty kolonii, wysłała na ten obszar liczbę oddziały wojskowe, które w kluczowym momencie osiągnęły 35 tysięcy żołnierzy. Stale bombardowano tereny porośnięte dżunglą, która służyła partyzantce za schronienie. Do 1968 roku Rewolucyjna Siła Zbrojna Ludu objęła kontrolę nad niemal całą Gwineą Bissau. Walki krótkotrwale objęły Wyspy Zielonego Przylądka. Wojska portugalskie w 1970 roku przeprowadziły nieudany najazd na terytorium niepodległej Gwinei. Był on motywowany chęcią zemsty za wsparcie tego państwa dla PAIGC. W styczniu 1973 roku w zamachu zginął Amílcar Cabral, za zabójstwem prawdopodobnie stali Portugalczycy. Wpływy po polityku przejął jego brat Luís, a formalnym przywódcą PAIGC został Pereira.
24 września 1973 powstańcy jednostronnie ogłosili niepodległość Gwinei Bissau. Niepodległość uznało 34 państw, w tym większość państw Afryki, Związek Socjalistycznych Republik Radzieckich i Chiny. Zakończenie walk umożliwiła portugalska rewolucja goździków, do której doszło w kwietniu 1974 roku. W jej wyniku metropolia jeszcze we wrześniu zgodziła się uznać niepodległość Gwinei Bissau. W niepodległej republice władzę objęła PAIGC, a prezydentem został Luís Cabral. W 1975 roku Portugalia nadała niepodległość Wyspom Zielonego Przylądka, gdzie rządy analogicznie objęła PAIGC. Państwa prowadziły politykę współpracy i zapowiadały zjednoczenie. Sytuacja zmieniła się w 1980 roku, gdy w Gwinei-Bissau odbył się zamach stanu, wówczas wyspiarska sekcja PAIGC zerwała relacje z Gwineą Bissau, kończąc tym samym zjednoczeniowe plany partii.
PAIGC w trakcie konfliktu otrzymała różnorakie wsparcie Gwinei, Senegalu, Algierii, Libii, ZSRR, Chin, Kuby (która wysłała doradców wojskowych) czy krajów skandynawskich.